# آبراهام اولریکاب

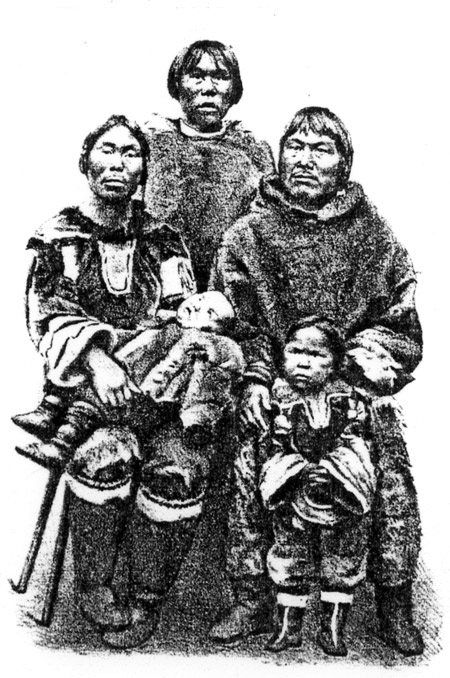
خانواده اولریکاب: اولریکه، توبیاس، آبراهام، ماریا (رویِ پایِ اولریکه) و سارا ایستاده.

آبراهام اولریکاب (زاده ۱۸۴۵، درگذشته ۱۳ ژانویه ۱۸۸۱) یکی از اینویت هایِ ساکنِ هربون لابرادور در کانادای امروزی بود که در سال ۱۸۸۰ به عنوان جاذبهٔ باغ وحش هامبورگ در کشور آلمان به نمایش گذاشته شد.
اولریکاب به همراه دو دختر و همسرش و چهار اینویت دیگر، توافق کرد تا به تازه‌ترین جاذبهٔ باغ‌وحش هامبورگ تبدیل شود. در ۲۶ اوت ۱۸۸۰، هشت اینویت به قسمتِ خرس قطبی این باغ وحش فرستاده شدند تا در قسمتی که قرار بود نشان دهندهٔ نحوهٔ زندگی بومیان اینویت باشد به کار گرفته شوند.
آن‌طور که به آنها گفته شده بود، قرار بود که آنها فقط راه بروند و به زبانِ خود صحبت کنند و لباس‌هایِ محلی خود را بپوشند.
اینویت‌هایی که به باغ وحش آورده شده بودند شاملِ دو خانواده بودند:
- خانواده اولریکاب:
  - آبراهام، ۳۵ ساله
  - همسر آبراهام: اولریکه، ۲۴ ساله
  - دخترشان سارا، ۴ ساله
  - فرزندِ نوزادشان، ماریا
  - خواهرزادهٔ اولریکه، توبیاس، ۲۰ ساله
- خانواده دیگری اینویت که نام خانوادگیشان نامشخص است:
  - پدر خانواده: تریانیاک، ۴۰ ساله
  - مادرِ خانواده: پایینگو، حدود ۵۰ ساله
  - دخترِ نوجوانشان، نوگاساک.

اولریکاب باسواد و ویولونیستی قابل و یک مسیحی معتقد بود. او به‌طور طبیعی نقشِ رهبریِ گروه را گرفت و توافق کرد تا برایِ بازپس دادنِ قرضِ ۱۰ پوندی به میسیونِ کلیسایِ موراویان در هربون، این نقش را ایفا کند. با گذشتِ چند هفته از اقامتشان در اروپا، خانواده متوجهِ شد که با قبولِ این سفر، اشتباهِ بزرگی کرده‌است.
اینویت‌ها در ۲۴ سپتامبر سال ۱۸۸۰ به هامبورگ رسیدند و بلافاصله و در تاریخِ ۲ اکتبر در باع وحشِ شهر به نمایش گذاشته شدند. آنها تا تاریخ ۱۴ نوامبر همان سال در همان‌جا ماندند و سپس برایِ نمایش به دور اروپا فرستاده شدند. آنها باید قبل از ترکِ کانادا علیه بیماریِ آبله واکسینه می‌شدند که به دلیلِ کمبود امکانات این کار به آلمان‌ها محول شد که هیچگاه انجام نگرفت. اولینِ آنها پس از تشخیصِ اشتباهِ دکتر می‌میرد و سرانجام پس از مردنِ سه نفرِ دیگر از آنها واکسیناسیون بر رویِ باقی انجام می‌گیرد. واکسیناسیونی که بسیار دیر است. سرانجام پس از پنج ماه از ورودشان به اروپا همگی از پا در می‌آیند.
پس از مرگ آنها، دفترچه خاطراتِ اولریکاب که به زبانِ بومی‌اش بود در میانِ وسایلِ باقی‌مانده از او یافت شد. در این خاطرات، او با جزئیات شرحِ سختی‌هایشان و تمسخر شدنشان در طول این دوران را نوشته‌است. او همچنین در این نوشته‌ها کتک خوردنِ بیرحمانهٔ توبیاس (با یک شلاق مخصوصِ سگها) توسط صاحبشان آدریان جاکوبسون (یک بازرگانِ نروژی) را شرح داده‌است.
آبراهام در ۱۳ ژانویه ۱۸۸۱ جان باخت و همسرش اولریکه که آخرین فردِ زنده میانِ آنها بود سه روز بعد جانش را از دست داد. محلِ خاکسپاریِ آنان نامشخص است.